# تخته بازی ۵۸ خانه
تخته بازی ۵۸ خانه از آثار باستانی عصر آهن است که در تپهٔ سیلک کاشان توسط رومن گیرشمن در سال ۱۹۳۷ (میلادی) کشف شد. این تخته بازی باستانی دارای ابعاد ۲۴ در ۱۱ سانتی‌متر است و از جنس گِل پخته است. این تخته بازی که به تخته بازی ۵۸ خانه یا ۵۸ سوراخ معروف است در یک گورستان کشف شده‌است. بازی‌های تخته‌ای شکل در مصر و شرق نزدیک باستان از محبوبیت خاصی برخوردار بوده‌است. با درنظرگرفتن سوراخ‌ها و خانه‌های بازی، این نوع تخته‌ها انواع و اقسام گوناگونی دارند. نحوه بازی انواع شرق نزدیکی آنها اغلب ناشناخته‌تر هستند و اطلاعات مربوط به تمدن مصر باستان، ناشناسی این نوع بازی‌ها را در شرق نزدیک برای باستان شناسان آسان‌تر کرده‌است. از این نمونه بازی که تخته بازی ۵۸ خانه نامیده می‌شود و در ایران، تپه سیلک، مقبرهٔ ۲۱۷، گورستان B کشف شده‌است، در نقاط دیگر ایران نیز کشف شده‌است. این بازی، بدون مهره‌های مربوطه و مخصوص کشف شده‌است، همچنین، در محاسبهٔ خانه‌های بازی، خانه (سوراخ) درشت سمت راست تخته و خانه (سوراخ) سمت چپ و جدا افتاده تخته، به شمار نیامده‌اند.